# Heinrich Popp
Heinrich Popp (auch Heinz Popp; * 20. September 1944 in Sotzweiler) ist ein deutscher bildender Künstler und emeritierter Hochschullehrer.

## Leben und Schaffen
Heinrich Popp studierte von 1963 bis 1967 bei Oskar Holweck und Robert Sessler an der Staatlichen Schule für Kunst und Handwerk in  Saarbrücken. Nach Abschluss seines Studiums mit dem Grafiker-Diplom arbeitete er zunächst als Grafikdesigner in Forschung, Wirtschaft und Technik, ab 1973 nahm er daneben einen Lehrauftrag im Fachbereich Design an der Fachhochschule der Saarlandes wahr. Hier wurde er 1979 im Fachbereich Design zum Professor berufen. Beim Übergang der Fachhochschule des Saarlandes in die Hochschule der Bildenden Künste Saar (HBKsaar) wurde er an der 1989 neu gegründeten Einrichtung als Professor für Grundlagen der Visuellen Kommunikation übernommen. Von 1993 bis 1997 zudem Prorektor, übte Popp hier seine Lehrtätigkeit bis zur Emeritierung im Jahr 2009 aus.
Seit Ende der 1980er Jahre waren Popps Werke bei zahlreichen Einzelausstellungen und bei weiteren Ausstellungsbeteiligungen zu sehen. Die wohl bekannteste Arbeit in seinem vielseitigen künstlerischen Œuvre, das Zeichnungen, Malereien, Holzschnitte und Skulpturen umfasst, ist die 13 m hohe, aus zwei Stahlplatten geschaffene und bei seinem Heimatort Sotzweiler auf einer Anhöhe installierte Skulptur Wortsegel.
Heinrich Popp ist verheiratet und hat vier Kinder. Er lebt und arbeitet in Saarbrücken.

## Publikationen
- Gestaltung und Manipulation. Entwicklung der Grafiker-Ausbildung an den Kunstschulen im Saarland von 1946–1960 – und ein Blick nach vorne. In: Mehr als nur Reklame. Saarländische Gebrauchsgrafik 1945–1960. Hrsg. von  Lieselotte Kugler. Oktagon, Stuttgart 1995, ISBN 978-3-927789-92-0, S. 146–161.
- (Mit Jo Enzweiler): Paul Schneider. Werke 1949–1998. Aufsätze und Werkverzeichnis. Verlag St. Johann, Saarbrücken 1998, ISBN 978-3-928596-36-7.
- (Mit Erich Jacob): Vitale Stahlindustrie. Zeichnungen. MDV, Merzig 2002.
- Zeitung ohne Wörter. 	Hochschule der Bildenden Künste Saar, Saarbrücken 2002.
- (Mit Benno Rech): Wortsegel. Texte und Bilder zum Denkmal für Poesie. Merziger Druckerei und Verlag, Merzig 2005 (online als PDF bei wortsegel.de).